# Yebi
Yebi est un village du Cameroun situé dans la région de l'Est et le département du Lom-et-Djérem. Il fait partie de l'arrondissement (commune) de Bélabo.

## Population
En 1966-1967, Yebi comptait 120 habitants, principalement des Bobilis. Lors du recensement de 2005, on y a dénombré 241 personnes.